# (13044) Wannes
(13044) Wannes est un astéroïde de la ceinture principale.

## Description
(13044) Wannes est un astéroïde de la ceinture principale. Il fut découvert le 16 août 1990 à La Silla par Eric Walter Elst. Il présente une orbite caractérisée par un demi-grand axe de 2,54 UA, une excentricité de 0,14 et une inclinaison de 12,2° par rapport à l'écliptique.

## Compléments